# Rixdale

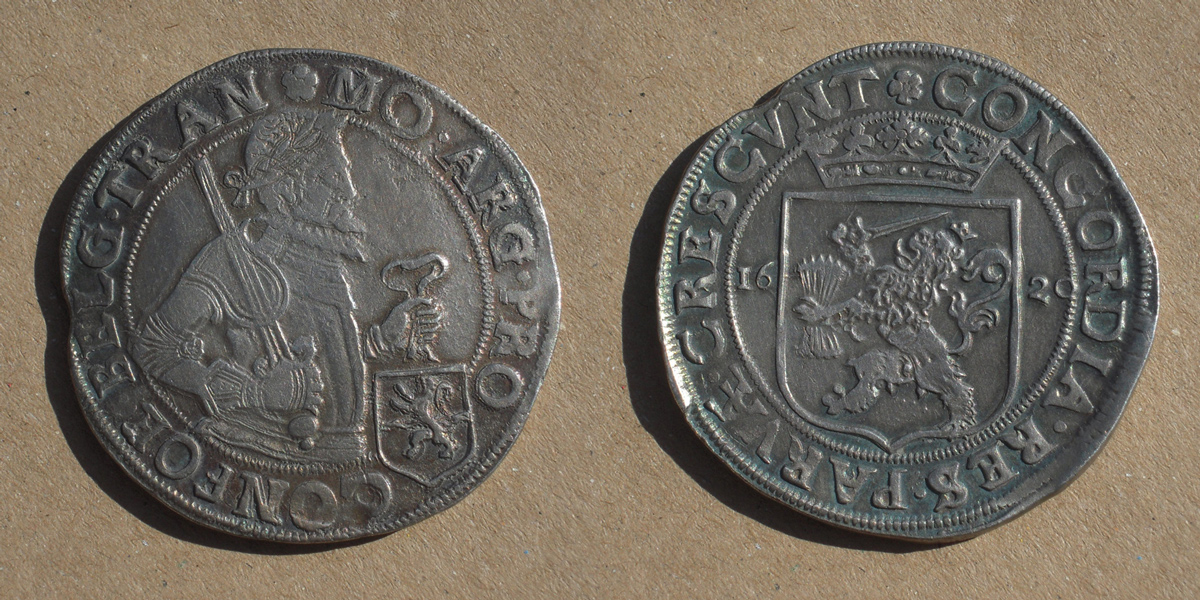
Rijksdaalder de la province d'Overijssel (1620, argent, poids de 29,03 g). Légende en latin : Moneta Argentea Provinciarum Confœdoratorum Belgii Transisulania (avers) et Concordia Res Parvæ Crescunt (revers).

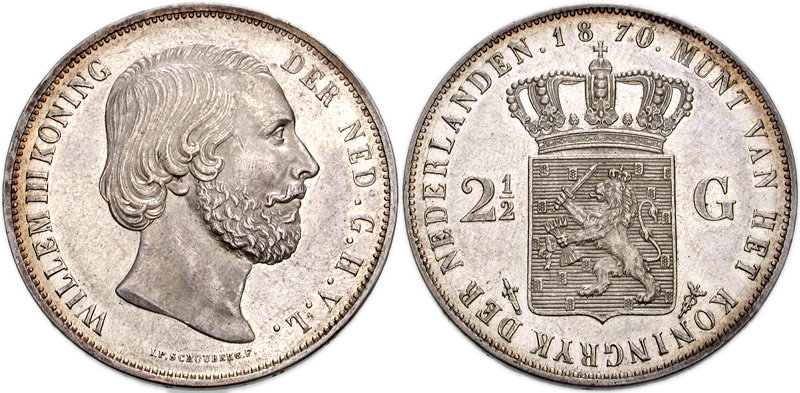
Pièce de monnaie de 2,5 florins, de format rixdale, à l'effigie de Guillaume III des Pays-Bas (24,93 g, 1870).

La rixdale ou richedalle, rischedale et richsdale (en néerlandais : rijksdaalder, mot tiré du nom d'une monnaie du Saint-Empire romain germanique, le Reichsthaler), est une ancienne monnaie d'argent frappée à partir du XVIe siècle aux Pays-Bas, puis dans une grande partie de l'Europe du Nord, ainsi que dans les colonies et territoires sous administration néerlandaise. 
Accompagnant la puissance commerciale néerlandaise, la rixdale fut une monnaie d'échange internationale durant plus de deux siècles.

## Histoire
Le mot rijksdaalder provient directement de l'allemand Reichsthaler, nom d'une grosse pièce d'argent d'environ 29 g, fabriquée dès 1530 par les autorités monétaires du Saint-Empire romain germanique, couramment appelée thaler. En 1619, on relève l'usage du mot richetale. Au même moment, s'impose un nouveau type de pièce, le thaler à croix bourguignon, titrant sensiblement moins que le thaler impérial.
Abrégé par aphérèse en daalder, expression utilisée par les négociants des Provinces-Unies, dont la puissante Compagnie néerlandaise des Indes orientales durant leurs transactions commerciales et qui perdura jusque dans les colonies américaines, cette pièce était divisée en 50 stuivers, soit 2 florins ½.
Avant la réforme monétaire de 1816, elle est l'équivalent de la pièce de huit réaux espagnols en termes de poids et d'aloi. Ces types monétaires inspirèrent par la suite la création du dollar des États-Unis entre 1785 et 1792 (Coinage Act of 1792).
Au change à Paris, le rixdale (parfois écrit rixdal), considéré comme une monnaie de transaction à grande échelle, se négociait entre 1720 et 1790, contre un écu en argent de 6 livres françaises en argent.
Le format rixdale fut frappé sans interruption jusqu'en 1938, surtout aux Pays-Bas où sa contre-valeur était de 2,5 florins néerlandais (gulden).
Il fut utilisé par l'ensemble des colons néerlandais, ainsi que par leurs descendants sur leurs territoires respectifs, comme les républiques boers, et souvent en concurrence avec des monnaies locales ou importées (dont la piastre).